# Lanusei
Lanusei is een stad op Sardinië, Italië. De plaats ligt in het oosten van het eiland en was tussen 2004 en 2016 samen met Tortolì hoofdstad van de toenmalige provincie Ogliastra.
Lanusei is gelegen op een berghelling met uitzicht over de Tyrreense Zee en het dal van de rivier de Corongiu. De administratieve zetel van het bisdom "Ogliastra" is sinds 1927 in de plaats gevestigd. Nabij de top van de berg Monte Armidda ligt op 1150 meter hoogte een belangrijk astronomisch observatorium.

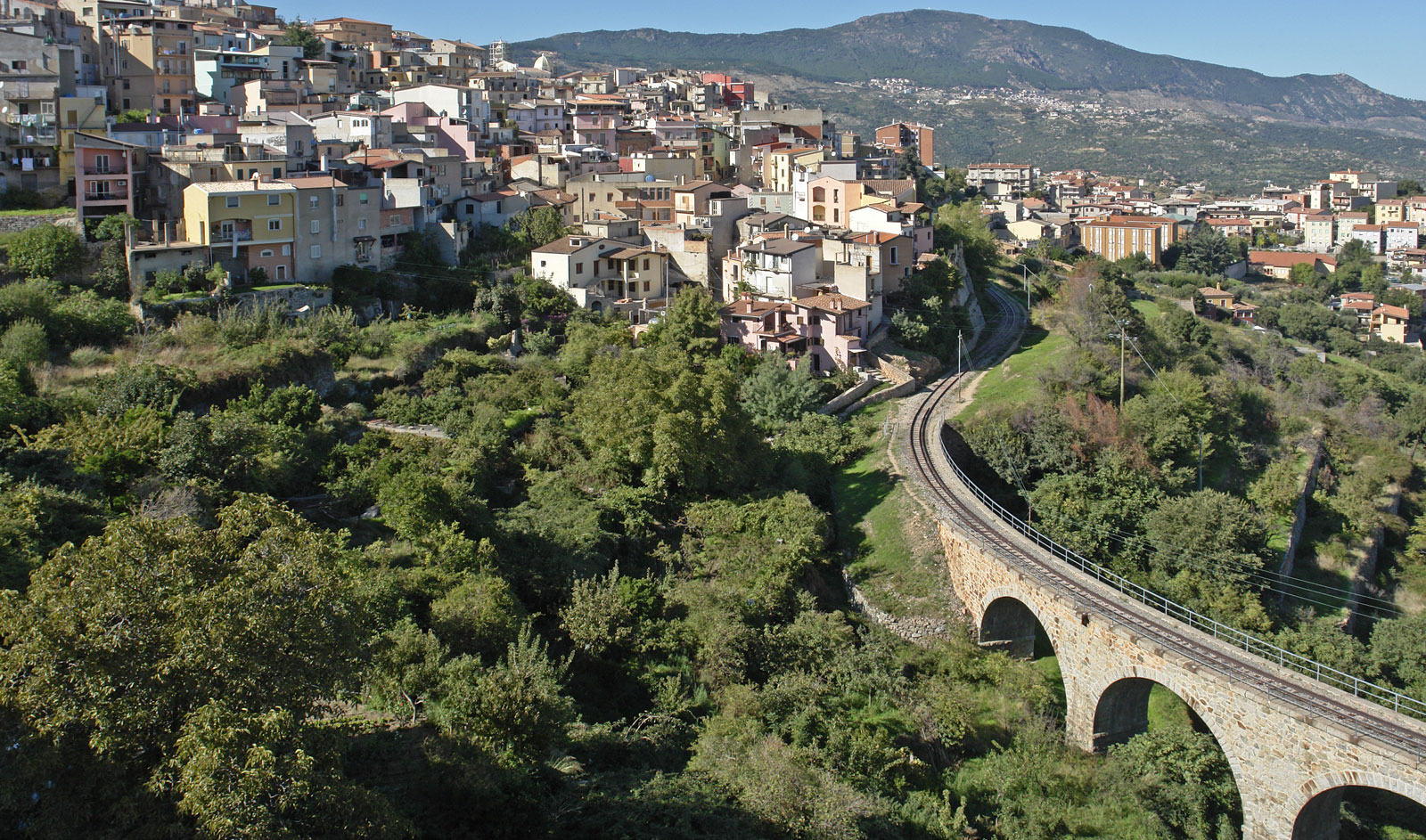
Larusei
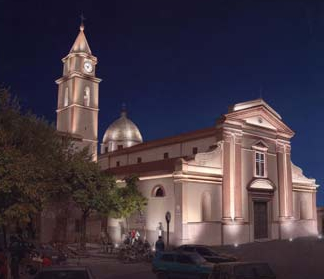
Kathedraal van Larusei
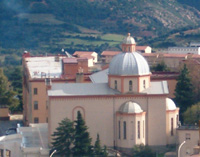
Tempio di Bosco